# بصوة (العراق)
بصوة منطقة عراقية وعين ماء، في شمال مركز ناحية بصية في قضاء السلمان بمحافظة المثنى بهضبة الدبدبة بالبادية العراقية جنوب العراق، فيها حسيّان عذبة وهي الآبار قليلة الماء، بينها وبين بصية 6 كيلومترات. وللأديب العراقي حامد فاضل قصة اسمها بصوة أرض الجن، نال بها جائزة، وحتى سنة 2024 كانت بصوة من المناطق التي تتركز فيها مخلفات حربية خطرة كالقنابل العنقودية.